# Pièce de 10 euros
Pour les articles homonymes, voir 10 euros.
 (mai 2016).
 (décembre 2019).
Si vous disposez d'ouvrages ou d'articles de référence ou si vous connaissez des sites web de qualité traitant du thème abordé ici, merci de compléter l'article en donnant les références utiles à sa vérifiabilité et en les liant à la section « Notes et références ».
|                                                                  |  |  |
| Avers et revers de la 10 € Trésors de Paris - Institut de France |  |  |

Avers de la pièce de 10 euros de la statue de la Liberté de Paris.

Les pièces de 10 euros sont des pièces de collections en euros ayant un cours légal dans leur seul pays d'émission. Dans la pratique, elles circulent essentiellement entre collectionneurs. Certaines sont d'ailleurs vendues par les instituts monétaires à un prix supérieur à leur valeur faciale. Elles sont le plus souvent constituées de métaux précieux comme l'or ou l'argent.
De tous les pays de la zone euro, seuls la Slovénie et Chypre n'ont jamais émis de pièces de 10 euros.

## Pièces de 10 euros allemandes
Depuis la mise en circulation de l'euro en 2002, chacun des cinq instituts monétaires allemand émet une pièce de 10 euros différente tous les ans. Certaines années, à l'occasion d'évènements sportifs, une sixième pièce est émise de manière commune par les cinq instituts.

### Caractéristiques
| Années      | Composition | Diamètre | Poids   |
| ----------- | ----------- | -------- | ------- |
| 2002 - 2010 | Ag 925      | 32,5 mm  | 18,00 g |
| 2011 - .... | Ag 625      | 32,5 mm  | 16,00 g |
| 2011 - .... | CuNi        | 32,5 mm  | 14,00 g |

### Revers
Le revers de toutes les pièces de 10 euros allemandes comprend l'aigle allemand stylisé différemment sur chacune d'elles.

### Séries

#### Coupe du Monde de Football 2006
Une série constituée de cinq pièces (dont une pièce de 100 euros en or) est émise entre 2003 et 2006, à l'occasion de la Coupe du monde de football de 2006 organisée en Allemagne.

## Pièces de 10 euros autrichiennes
Depuis la mise en circulation de l'euro en 2002, l'institut monétaire autrichien émet deux pièces de 10 euros différentes tous les ans. Par ailleurs, une pièce d'investissement en or à l'effigie de l'Orchestre philharmonique de Vienne est émise également tous les ans.

### Caractéristiques
| Années      | Composition | Diamètre | Poids   |
| ----------- | ----------- | -------- | ------- |
| 2002 - .... | Au 999,9    | 16 mm    | 3,121 g |
| 2002 - .... | Ag 925      | 32 mm    | 17,3 g  |
| 2012 - .... | Cu 999      | 32 mm    |         |

### Séries

#### L'Autriche et son peuple: Châteaux en Autriche
Cette série est constituée de 6 pièces émises entre 2002 et 2004, chacune d'entre elles commémorant un château autrichien.

#### Monastères autrichiens
Cette série est constituée de 6 pièces émises entre 2006 et 2008, chacune d'entre elles commémorant un monastère autrichien.

#### Contes et légendes autrichiennes
Cette série est constituée de 6 pièces émises entre 2009 et 2011 à raison de deux par an.

#### États fédérés autrichiens
Cette série est constituée de 10 pièces émises entre 2012 et 2016 à raison de deux par an soit une pièce pour chacune des neuf provinces et une « Autriche ». 
Les motifs de chacune de ces pièces sont choisis à la suite d'un concours de dessins pour enfants. 
Cette série marque l'apparition des premières pièces en euros totalement en cuivre.

## Pièces de 10 euros belges
Depuis la mise en circulation de l'euro en 2002, l'institut monétaire belge a émis une pièce de 10 euros différente en 2002 et 2003 puis deux pièces par an depuis 2004. 

### Caractéristiques
| Années      | Composition | Diamètre | Poids   |
| ----------- | ----------- | -------- | ------- |
| 2002 - .... | Ag 925      | 33 mm    | 18,75 g |

## Pièces de 10 euros françaises
- 2008, 2009,2010 : la Semeuse cinétique
- 2010, 2011, 2012 : les Euros des Régions
- 2011, 2012, 2013 : Hercule
- 2014, 2015, 2016 : Coq trilogie
- 2017, 2018, 2019 : Marianne

Toutes ces pièces ont été gravées par Joaquin Jimenez.
- 2013 : Les Valeurs de la République
- 2014 : République Sempé
- 2015 : Astérix et les Valeurs de la République
- 2016 : Le Beau Voyage du Petit Prince
- 2017 : La France par Jean-Paul Gaultier
- 2018 : Mickey & La France

### Caractéristiques
Pour la France, les pièces de 10 euros sont en argent et ont un diamètre de 29 mm. La masse est de 12 g pour la Semeuse et de 10 g pour les Régions. 

### Revers commun
Le revers est commun à la Semeuse et aux Régions (à l'exception du millésime et des différents qui sont à l'avers pour la Semeuse et au revers pour les Régions). 

### Les Euros des Régions
En 2010, une série de vingt-six pièces de 10 euros a été consacrée aux drapeaux des régions françaises (vingt-deux en métropole et quatre outre-mer ; plus une pièce pour Mayotte en 2011).
En 2011, une série de vingt-sept pièces de 10 euros a été consacrée aux monuments des régions françaises (vingt-deux en métropole et cinq outre-mer).
En 2012, une série de vingt-sept pièces de 10 euros a été consacrée aux grands personnages ayant marqué leur région de leurs actions (vingt-deux en métropole et cinq outre-mer).

### Séries spéciales en euro: «valeurs de la république et la France vue par …»
La Série des « valeurs de la République » débute en 2013 comprenant six monnaies en argent, trois de valeurs faciales de 5 euros (Liberté, Égalité, Fraternité) et trois autres de 25 euros (Laïcité, Respect, Justice), ainsi que deux monnaies en or, une de 250 euros (Paix) et une autre de 500 euros (la République).
En 2014, la Monnaie de Paris frappe quatorze monnaies en argent Valeur de la République, douze de valeur faciale 10 euros (Liberté, Égalité, Fraternité pour les quatre saisons) ainsi que deux autres de valeur faciale de 50 euros (Paix) et une monnaie en or de 500 euros (la République). Ces pièces ont été dessinées par Sempé.
En 2015, la dernière année de cette série Valeurs de la République, la Monnaie de Paris opte pour une adaptation de la bande dessinée Astérix et Obélix en pièces. La maison décide de frapper vingt six pièces en argent, vingt quatre de valeur faciale 10 euros (Liberté, Égalité, Fraternité), deux de 50 euros en argent (Paix), et une en or de 500 euros (la République). Les dessins sur l'avers des monnaies ont été dessinées par Uderzo.
En 2016, la série Le beau voyage du Petit Prince, de vingt-quatre pièces de 10 euros a été consacrée aux villes, provinces, et régions, représentée par Le Petit Prince. Cette édition a été émise en deux vagues, une fin mars (douze unités) et l'autre fin septembre (douze unités). Elle est complétée par deux pièces en argent de 50 euros et par une pièce en or de 250 euros.
En 2017, une série de vingt-quatre pièces de 10 euros a été consacrée aux villes, provinces, et régions vues à travers l’œil de Jean Paul Gaultier : La France par Jean-Paul Gaultier. Cette édition a été émise en deux vagues, l'une fin mars (douze unités de 10 euros argent, numérotées 1 à 12, et une pièce de 50 euros) et l'autre fin septembre (douze unités de 10 euros, numérotées 13 à 24, et une pièce de 50 euros). Elles étaient accompagnées de deux pièces colorisées de 50 euros et d'une pièce de 200 euros or, présentant les symboles forts de la France.
Ces pièces ont été diffusées dans les bureaux de poste, par la Monnaie de Paris et par des revendeurs spécialisés.

## Illustrations des pièces françaises
Caractéristiques communes : 10,0 g en argent à 500 millièmes (50 %)
| Année | Illustration |
| ----- | --- |
| 2007  | Dior |
| 2008  | Unesco 2008 - Grand Canyon |
| 2009  | Lucky Luke, Europa 2009 - Mur de Berlin, L'année mondiale de l'astronomie, Coupe du Monde FIFA Afrique du Sud, Jeux d'hiver - Ski alpin, Stade Français - Rugby, Unesco 2009 - Le Kremlin de Moscou Ettore Bugatti, Gustave Eiffel, La semeuse - 50e anniversaire droit de l'homme, 40e anniversaire du premier vol du Concorde, Institut Curie - 2009 |
| 2010  | Unesco 2010 - Le Taj Mahal, Blake et Mortimer, Semeuse - 50e anniversaire nouveau franc, Lille Europe - TGV, Centre Georges-Pompidou, Marcel Dassault, Mère Teresa, Europa 2010 - Abbaye de Cluny, Jeux Olympiques d'été - le handball, Picasso, Georges Braque, Rugby - Stade Toulousain |
| 2011  | Clovis - Série - 1500 ans d'histoire, Kandinsky, Jacques Cartier, Charlemagne - Série - 1500 ans d'histoire, Cosette - V. Hugo - Série - Littérature, Europa 2011 - Fête de la musique - 30 ans Charles le Chauve - Série - 1500 ans d'histoire, Unesco 2011 - Versailles, Semeuse - 10e anniversaire starter kit, Metz - Gare de TGV, L'Étranger - A. Camus - Série - Littérature Nana - E. Zola - Série - Littérature, Jeux Olympiques d'hiver - le patinage artistique, XIII - BD, Andy Warhol, WWF - Goéland, Racing Metro 92 |
| 2012  | Cyrano de Bergerac - Série - Littérature, La Jeanne d'Arc - Série - Grands navires, Unesco 2012 - Abou-Simbel, Hugues Capet - Série - 1500 ans d'histoire, Jeux d'été - Judo, Abbé Pierre, Lyon TGV Largo Winch, D'Artagnan - Série - Littérature, Le Chat Botté - Série - Littérature, Semeuse - 10 ans de l'euro, Année du Dragon, Philippe II Auguste - Série - 1500 ans d'histoire, Saint Louis - Série - 1500 ans d'histoire, Le France - Série - Grands navires, L'Hermione - Série - Grands navires |
| 2013  | Louis XI - Série - 1500 ans d'histoire, François 1er - Série - 1500 ans d'histoire, Henri IV - Série - 1500 ans d'histoire, Pen Duick - Série - Grands navires, La Gloire - Série - Grands navires, L'Amazone - Série - Grands navires, Odette de Crécy - Série - Littérature, Julien Sorel - Série - Littérature, Madame Bovary - Série - Littérature, Vercingétorix - Série - 1500 ans d'histoire |
| 2014  | Louis XIV - Série - 1500 ans d'histoire, Napoléon 1er - Série - 1500 ans d'histoire, Napoléon III - Série - 1500 ans d'histoire, Le redoutable - Série - Grands navires, Le Pourquoi pas - Série - Grands navires, Le Normandie - Série - Grands navires, Harpagon - Série - Littérature, Candide - Série - Littérature, Rastignac - Série - Littérature |
| 2015  | Raymond Poincaré - Série - 1500 ans d'histoire, François Mitterrand - Série - 1500 ans d'histoire, Charles de Gaulle - Série - 1500 ans d'histoire, Le Soleil Royal - Série - Grands navires, Le Colbert - Série - Grands navires, La Gironde - Série - Grands navires, Tristan et Yseult - Série - Littérature, Chimène - Série - Littérature, Manon Lescaut - Série - Littérature |
| 2016  | Année du singe - Série - Calendrier Chinois, Le Coq - Trilogie, Époque Contemporaine - Série Europa, Le teston AG - Série - Semeuse Historique, Le teston OZ - Série - Semeuse Historique, Euro 2016 collector, Opéra Garnier - Série - Trésors de Paris, Reine Clotilde - Série - Femmes de France, Le Belem - Série - Grands navires, Orsay - Petit Palais - Série - Rives de Seine, Le Charles de Gaulle - Série - Grands navires, Reine Mathilde - Série - Femmes de France, L'Ile de France - Série - Grands navires, Verdun, la Voie Sacrée - Série - Grande Guerre, Jeanne d'Arc - Série - Femmes de France, Van Cleef & Arpels - Série - Excellence, Jean Gabin - Série - Les 7 Arts, Institut de France - Série - Trésors de Paris |
| 2017  | Année du coq - Série - Calendrier Chinois, Le Louis d'or, Statue de la Liberté, Europe Romantique & Moderne, Auguste Rodin, Catherine de Médicis - Série - Femmes de France, Marquise de Pompadour - Série - Femmes de France |

## Compléments